# Лашон Мерит
Лашон Мерит (енгл. LaShawn Merritt; Портсмут Вирџинија, 27. јун 1986) је амерички атлетичар који се такмичи у трчању на 400 метара.
На Светском првенству у Осаки 2007. освојио је сребрну медаљу у трци 400 м и златну као члан штафете САД 4х400 м.
На Летњим олимпијским играма у Пекингу 2008. освојио је златну медаљу са резултатом 43,75 у финалу. Такође, и са штафетом САД је освојио златну медаљу. На светском првенству у атлетици 2011. у Тегуу био је други на 400 метара и први са штафетом САД на 4х400 метара. На Олимпијским играма 2012. у Лондону није освојио медаљу. У Москви, на светском првенству 2013. освојио је златну медаљу са резултатом 43,74 што је његов лични рекорд.

## Лични рекорди

### Лични рекорди на отвореном
- 100 м - 10,56 31. мај 2007. Линчбург, Вирџинија, САД
- 200 м - 19,98 20. мај 2007. Јуџин, Орегон, САД
- 300 м - 31,31 8. август 2006. Карсон, Калифорнија, САД
- 400 м - 43,74 13. август 2013. Москва, Русија

### Лични рекорди у дворани
- 60 м - 6,68 18. фебруар 2006, Линчбург, Вирџинија, САД
- 200 м - 20,40 12. фебруар 2005, Фајетвил, Аризона, САД
- 300 м - 31,94 10. фебруар 2006, Фајетвил, Аризона, САД
- 400 м - 44,93 11. фебруар 2005, Фајетвил, Аризона, САД
- 500 м - 1:03,38 3. фебруар 2006, Њујорк, САД

### Значајнији резултати
| Год.  | Такмичење                      | Место                        | Плас. | Дисц.           | Рез.        |
| ----- | ------------------------------ | ---------------------------- | ----- | --------------- | ----------- |
| 2004. | Светско првенство за јуниоре   | Гросето, Италија             | 1     | 400 м           | 45,25       |
| 2004. | Светско првенство за јуниоре   | Гросето, Италија             | 1     | штафета 4x100 м | 3:01,09     |
| 2004. | Светско првенство за јуниоре   | Гросето, Италија             | 1     | штафета 4x100 м | 38,66       |
| 2006. | Светско првенство у дворани    | Москва, Русија               | 1     | штафета 4x400 м | 3:03,23     |
| 2006. | ИААФ Светско атлетско финале   | Штутгарт, Немачка            | 3     | 400 м           | 44,14       |
| 2006. | Светски куп                    | Атина, Грчка                 | 1     | 400 м           | 44,54       |
| 2006. | Светски куп                    | Атина, Грчка                 | 1     | штафета 4x400 м | 3:00,11     |
| 2007. | Светско првенство на отвореном | Осака, Јапан                 | 2     | 400 м,          | 43,96       |
| 2007. | ИААФ Светско атлетско финале   | Штутгарт, Немачка            | 1     | 400 м           | 44,58       |
| 2008. | Олимпијске игре                | Пекинг, Кина                 | 1     | 400 м           | 43,75       |
| 2008. | Олимпијске игре                | Пекинг, Кина                 | 1     | штафета 4х400 м | 2:55,39 ОР  |
| 2009. | Светско првенство              | Берлин, Немачка              | 1     | 400 м           | 44,06 СРС   |
| 2009. | Светско првенство              | Берлин, Немачка              | 1     | штафета 4х400 м | 2:57,86 СРС |
| 2011. | Светско првенство              | Тегу, Јужна Кореја           | 2     | 400 м           | 44,63       |
| 2012. | Олимпијске игре                | Лондон, Уједињено Краљевство | —     | 400 м           | НЗ          |
| 2013. | Светско првенство              | Москва, Русија               | 1     | 400 м           | 43,74       |
| 2013. | Светско првенство              | Москва, Русија               | 1     | штафета 4х400 м | 2:58,71     |
| 2015. | Светско првенство              | Пекинг, Кина                 | 2     | 400 м           | 43,65       |
| 2015. | Светско првенство              | Пекинг, Кина                 | 1     | штафета 4х400 м | 2:57,82     |
| 2016. | Олимпијске игре                | Рио де Жанеиро, Бразил       | 3     | 400 м           | 43,85       |
| 2016. | Олимпијске игре                | Рио де Жанеиро, Бразил       | 1     | штафета 4х400 м | 2:57,30     |
| 2017. | Светско првенство              | Лондон, Уједињено Краљевство | 20    | 400 м           | 45,52       |

СРС = Светски рекорд сезоне (најбоље време на свету у текућој сезони)